# Лу, Евангел
Евангел Лу Яфу (кит. 艾夫盎颉尔·卢亚夫; 21 апреля 1927, Пекин — 5 марта 2017, Шанхай) — протодиакон Китайской православной церкви. Последний клирик Русской духовной миссии в Китае.

## Биография
Проживал неподалёку от стен Русской духовной миссии в Пекине (Северного подворья — Бэйгуаня). Крещён в детстве. Обучался в китайско-русской начальной школе в Бэйгуане.
В 1950 году окончил годичные курсы по подготовке священнослужителей в Русской духовной миссии в Китае.

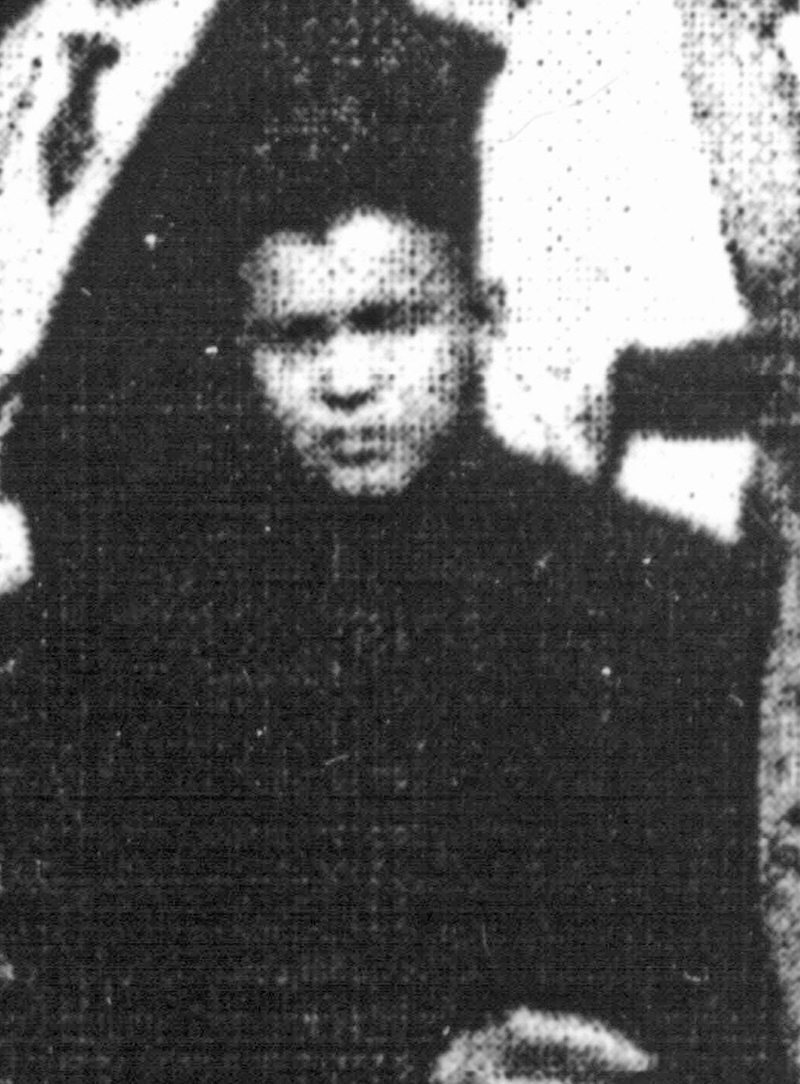
диакон Евангел в Тяньцзине. 1950

В июле того же года был в Иннокентиевском храме Бэйгуаня рукоположён в сан диакона архиепископом Пекинским Виктором (Святиным).
Служил диаконом в Тяньцзине при епископе Симеоне (Ду). После назначения епископа Симеона в сентябре 1950 года епископом Шанхайским последовал за ним в Шанхай. В 1951 году возведён в сан протодиакона. Сан священника не принял по скромности, считая себя недостойным нести пастырское служение.
Служил в кафедральном соборе в честь иконы Божией Матери «Споручница грешных» в Шанхае до его закрытия в 1965 году. После этого китайскими властями был направлен на работу в городское управление по делам недвижимости, где проработал до пенсии.
Проживал в Шанхае. Долгое время не имел связи с другими православными верующими. Лишь когда город однажды прибыл из Австралии протоиерей Владимир Бойков, протодиакон Евангел вновь приступил ко Святым Тайнам.
В ноябре 2007 года в докладе митрополита Смоленского и Калининградского Кирилла (Гундяева) «Китайская Автономная Православная Церковь: история, сегодняшний день, перспективы» отмечалось: «В Шанхае проживают находящиеся в преклонных годах священник Михаил Ван и протодиакон Евангел Лу, которые хранят в своём сердце надежду совершить Литургию на китайской земле».
9 марта 2008 года вместе с иереем Михаилом Ван впервые молился и причащался за богослужение в помещении генерального консульства России в Шанхае. По окончании богослужения иерею Михаилу и протодиакону Евангелу были вручены медали преподобного Сергия Радонежского I степени, которыми их удостоил Патриарх Московский и всея Руси Алексий II в связи с 50-летием дарования автономии Китайской православной церкви. В тот же день православная община Шанхая вместе посетила здание бывшего кафедрального собора в Шанхае в честь иконы Божией Матери «Споручница грешных», где клирики Китайской Автономной Православной Церкви рассказали о своём служении.
27 апреля того же года в Пекине совершил Пасху мирским чином в предоставленном католиками соборе Архангела Михаила. Большую часть из около 30 собравшихся на пасхальную службу верующих составили потомки казаков-албазинцев.
15 июня того же года на праздник Пятидесятницы в здании российского генерального консульства в Шанхае, с разрешения властей, он впервые за 44 года принял участие в богослужении, сослужа настоятелю православной общины Шанхая протоиерею Михаилу Киселевичу. В связи с этим он сказал: «Я благодарен [властям], что это наконец случилось. Благодарю Бога за то, что смог этого добиться».
С этого времени, будучи клириком Китайской автономной православной церкви на покое, принимал участие в богослужениях, совершаемых протоиереем Алексием Киселевичем в Шанхае.
23 июня 2012 года в Николаевском храме Шанхая сослужил председателю Отдела внешних церковных связей Московского Патриархата митрополиту Волоколамскому Илариону (Алфееву).
15 мая 2013 года в здании бывшего кафедрального собора Шанхая сослужил патриарху Московскому и всея Руси Кириллу в ходе первого патриаршего визита в Китай, не по возрасту звонким голосом возглашавший прошения на церковнославянском языке. Патриарх Кирилл упомянул о нём в разговоре со СМИ: «Было очень трогательно видеть китайское духовенство. Отец Михаил Ван и отец Евангел Лу, которые сегодня сослужили мне — люди уже очень преклонного возраста, они были рукоположены тогда, в 50-е годы. Они сохранили ясность мысли, прекрасную память и сильный голос. Для меня встреча с этими людьми тоже имеет большое символическое значение».
На Рождество 2016 года в последний раз посетил Никольский храм Шанхая, где молился за богослужением и причастился. В дальнейшем болезнь не позволила ему бывать в храме, однако он регулярно причащался, последний раз — в конце января 2017 года.
Скончался после продолжительной болезни в Шанхае 5 марта 2017 года, будучи последним из остававшихся из остававшихся в живых клириков Русской духовной миссии в Китае. По словам настоятеля прихода во имя святых апостолов Петра и Павла в Гонконге протоиерей Дионисия Поздняева «Память о новопреставленном протодиаконе Евангеле как об одном из исповедников веры останется в сердцах знавших его, шанхайской православной общины и чад Китайской Автономной Православной Церкви. Вечная память новопреставленному протодиакону Евангелу!».
9 марта 2017 года в Шанхае протоиерей Алексий Киселевич и настоятель Покровского храма в Харбине священник Александр Юй совершили отпевание почившего клирика. На отпевании присутствовали родных и близкие почившего, а также православные китайцы из Шанхая, Пекина и других городов Китая. Были зачитаны официальные соболезнования от Патриарха Кирилла и главы ОВЦС митрополита Илариона (Алфеева) на русском и китайском языках.